# Lista de vice-governadores de Mato Grosso
Esta é uma lista de vice-governadores do estado de Mato Grosso no pós-Estado Novo.
| Ordem | Lista de vice-governadores de Mato Grosso | Início do seu mandato | Fim do seu mandato    | Cidade onde nasceu          | Unidade federativa | Notas de rodapé       | Referências |
| 01    | João Leite de Barros                      | 31 de janeiro de 1951 | 31 de janeiro de 1956 |                             |                    | [ nota 1 ]            |             |
| 02    | Henrique José Vieira Neto                 | 31 de janeiro de 1956 | 31 de janeiro de 1961 | [ nota 2 ]                  | [ nota 2 ]         |                       | [ 1 ]       |
| 03    | José Garcia Neto                          | 31 de janeiro de 1961 | 31 de janeiro de 1966 | Rosário do Catete           | Sergipe            | [ nota 1 ]            | [ 2 ]       |
| 04    | Lenine de Campos Póvoas                   | 31 de janeiro de 1966 | 15 de março de 1971   | Cuiabá                      | Mato Grosso        | [ nota 3 ]            | [ 3 ] [ 4 ] |
| 05    | José Monteiro de Figueiredo               | 15 de março de 1971   | 15 de março de 1975   | Nossa Senhora do Livramento | Mato Grosso        | [ nota 4 ]            |             |
| 06    | Cássio Leite de Barros                    | 15 de março de 1975   | 14 de agosto de 1978  | Corumbá                     | Mato Grosso do Sul | [ nota 5 ] [ nota 6 ] |             |
| 07    | José Vilanova Torres                      | 15 de março de 1979   | 15 de março de 1983   | Cuiabá                      | Mato Grosso        |                       |             |
| 08    | Wilmar Peres de Faria                     | 15 de março de 1983   | 14 de maio de 1986    | Barra do Garças             | Mato Grosso        | [ nota 7 ]            | [ 5 ]       |
| 09    | Edison Freitas de Oliveira                | 15 de março de 1987   | 2 de abril de 1990    | Aparecida do Taboado        | Mato Grosso do Sul | [ nota 5 ]            |             |
| 10    | Osvaldo Roberto Sobrinho                  | 15 de março de 1991   | 1º de janeiro de 1995 | Pirapozinho                 | São Paulo          |                       | [ 6 ]       |
| 11    | José Márcio Panoff de Lacerda             | 1º de janeiro de 1995 | 1º de janeiro de 1999 | Corumbá                     | Mato Grosso do Sul |                       | [ 7 ] [ 8 ] |
| 12    | José Rogério Sales                        | 1º de janeiro de 1999 | 5 de abril de 2002    | Francisco Beltrão           | Paraná             | [ nota 5 ]            |             |
| 13    | Iraci Araújo Moreira                      | 1º de janeiro de 2003 | 1º de janeiro de 2007 |                             |                    |                       |             |
| 14    | Silval da Cunha Barbosa                   | 1º de janeiro de 2007 | 31 de março de 2010   | Borrazópolis                | Paraná             | [ nota 5 ] [ nota 8 ] |             |
| 15    | Francisco Tarquínio Daltro                | 1º de janeiro de 2011 | 1º de janeiro de 2015 | Cuiabá                      | Mato Grosso        |                       | [ 9 ]       |
| 16    | Carlos Henrique Baqueta Fávaro            | 1º de janeiro de 2015 | 5 de abril de 2018    | Bela Vista do Paraíso       | Paraná             |                       | [ 10 ]      |
| 17    | Otaviano Olavo Pivetta                    | 1º de janeiro de 2019 | 1º de janeiro de 2023 | Caiçara                     | Rio Grande do Sul  |                       | [ 11 ]      |
| 17    | Otaviano Olavo Pivetta                    | 1º de janeiro de 2023 | em exercício          | Caiçara                     | Rio Grande do Sul  |                       |             |

Legenda
| Cor     | Significado                                                                                 |
| Verde   | Mandatários eleitos por votação direta ou indireta (por escolha da Assembleia Legislativa). |
| Amarelo | Mandatários eleitos indiretamente segundo as regras do Regime Militar de 1964.              |